# Yan Fu

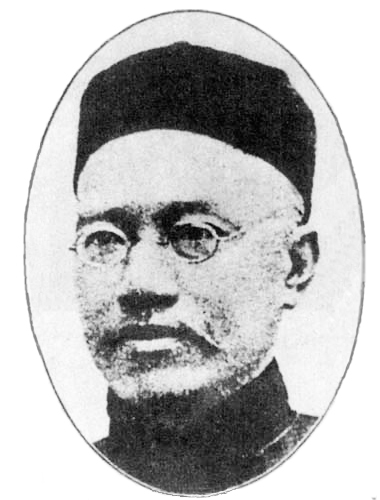
Yan Fu

Yan Fu (chinesisch 嚴復 / 严复, Pinyin Yán Fù, W.-G. Yen Fu, * 8. Februar 1853 in Fuzhou, Fujian; † 27. Oktober 1921) war ein berühmter Übersetzer und Gelehrter Chinas im 19. Jahrhundert. Insbesondere für die Übersetzung westlicher Werke und damit einhergehend die Einführung dieser Ideen in den chinesischen Kulturkreis erlangte er weitestgehende Beachtung.

## Leben
Yan Fu wurde am 8. Februar 1853 in Fujian geboren. In Fuzhou absolvierte er die Marineschule und ging dann 1877 nach Greenwich, England, wo er am Royal Naval College der Marine politische, soziologische und volkswissenschaftliche Kurse belegte.
Mit der Übersetzung von Thomas Huxleys „Evolution and Ethics“ und „Natural Selection“ von Charles Darwin führte er neue Ideen in China ein, die, besonders von den Intellektuellen rezipiert großen Einfluss entfalteten. Die Niederlage im Chinesisch-Japanischen Krieg schien diese Theorien („Survival of the Fittest“...) zu bestätigen und so übersetzte er Herbert Spencers (1820–1903) „The Principles of Sociology“.

### Übersetzertätigkeit
Mit der Übersetzung anderer Werke, u. a. „On Liberty“ und „A System of Logic“ von John Stuart Mill (1816–1873) sprach er sich für eine Form des Sozialismus und für die Demokratie aus.
Seine Teilnahme an der Gongche Shangshu (chinesisch 公車上書 / 公车上书, Pinyin Gōngchē Shàngshū) -Bewegung ließ ebenfalls seine politischen Ambitionen erkennen.
Ab 1902 leitete er das Übersetzungsinstituts der Nationaluniversität Pekings, welche 1912 zur Nationalen Peking-Universität umbenannt wurde und dessen erster Direktor Yan werden sollte. Auch lehrte er an diversen weiteren Schulen.
Nachdem sich seine Hoffnungen für ein demokratisches China nicht erfüllen sollten, schien er sich nach 1911 mehr Richtung Konservatismus hin zu neigen. So unterstützte er Yuan Shikai und wollte auch nicht an der Bewegung des vierten Mai partizipieren.
In dem Vorwort zu seiner Übersetzung von "Evolution and Ethics" benannte er die Problemfelder bei der Anfertigung von guten Übersetzungen: "faithfulness, expressiveness and elegance" (dt.: "Aufrichtigkeit, Ausdrucksstärke und Eleganz"; chin.: 譯事三難：信達雅). Die Erfüllung dieser Prinzipien wurde das Ziel seiner Arbeiten und nach hitzigen Diskussionen in akademischen Kreisen setzten sich diese allmählich als Standard für Übersetzungsarbeiten durch.
Dies war zwar so von Yan Fu nicht intendiert, führte jedoch zu deutlichen Verbesserungen in diesem Bereich. Yan Fu starb am 27. Oktober 1921.

## Referenzen
- Benjamin I. Schwartz (1964): „In Search of Wealth and Power: Yen Fu and the West“, Cambridge: Belknop Press of Harvard University Press.
- Shen Suru (1998): „Lu Xin Da ya: Yan Fu Fanyi Lihun Yanjiu“, Beijing: Commercial press.